# Billy Ng
Billy Ng Seow Meng (* 1940 in Johor Bahru) ist ein ehemaliger malaysischer Badmintonspieler.

## Karriere
Billy Ng gewann bei der ersten Badminton-Asienmeisterschaft 1962 Silber im Herreneinzel. Im Finale unterlag er dabei seinem Landsmann Teh Kew San. 1964 siegte er bei den Malaysia Open. 1967 reichte es bei den Südostasienspielen noch einmal zu Bronze. 1959 hatte er als Schüler schon Silber bei den Johore-Bahru-Distriktmeisterschaften erkämpft. Dort unterlag er seinem Bruder Roland im Finale.